# Horní Sloupnice
Horní Sloupnice är en ort i Tjeckien.   Den ligger i regionen Pardubice, i den östra delen av landet, 140 km öster om huvudstaden Prag. Horní Sloupnice ligger 423 meter över havet och antalet invånare är 1 742.
Terrängen runt Horní Sloupnice är kuperad åt nordost, men åt sydväst är den platt. Terrängen runt Horní Sloupnice sluttar västerut. Runt Horní Sloupnice är det ganska tätbefolkat, med 80 invånare per kvadratkilometer. Närmaste större samhälle är Litomyšl, 6,2 km söder om Horní Sloupnice. Trakten runt Horní Sloupnice består till största delen av jordbruksmark.